# Bett1Hulks Championship
Bett1Hulks Championship – męski turniej tenisowy kategorii ATP Tour 250 zaliczany do cyklu ATP Tour, rozgrywany na kortach twardych w hali w niemieckiej Kolonii w sezonie 2020.

## Mecze finałowe

### Gra pojedyncza mężczyzn
| Rok  | Zwycięzca        | Finalista         | Wynik    |
| 2020 | Alexander Zverev | Diego Schwartzman | 6:2, 6:1 |

### Gra podwójna mężczyzn
| Rok  | Zwycięzcy                   | Finaliści                   | Wynik    |
| 2020 | Raven Klaasen Ben McLachlan | Kevin Krawietz Andreas Mies | 6:2, 6:4 |